# Deutschland (Schiff, 1925)
Die Deutschland  war ein deutsches Passagierdampfschiff. Nach dem Zweiten Weltkrieg fuhr sie als Orion unter sowjetischer Flagge.

## Geschichte
Im Mai 1925 wurde das auf der Werft Nüscke & Co in Stettin gebaute Schiff bei der Swinemünder Dampfschiffahrts-Aktien-Gesellschaft in Dienst gestellt. Es fuhr im Liniendienst zwischen Stettin und Swinemünde. Zeitweilig unternahm es auch Fahrten zu den Ostseebädern Pommerns. Nach einer Kollision mit dem Dampfer Alexandra am 17. August 1929 im Stettiner Haff sank die Deutschland teilweise. Sie wurde wieder gehoben und 1930 an die Stettiner Dampfschiffs-Gesellschaft J. F. Braeunlich verkauft, die bereits 1928 die Mehrheit an der Swinemünder Dampfschiffahrts-A.-G. übernommen hatte. Als Frigga wurde sie wieder zwischen Stettin und Swinemünde eingesetzt.
Im Dezember 1939 wurde das Schiff von der deutschen Kriegsmarine eingezogen und zum U-Boot-Begleitschiff und Taucher-Schulfahrzeug umgerüstet. In Gotenhafen wurde es unter dem Namen Zenith als Navigations-Schulschiff eingesetzt. Nach dem Zweiten Weltkrieg wurde die Zenith im März 1946 als Reparationsleistung an die Sowjetunion abgeliefert. Dort war sie als Orion im Einsatz, bis sie schließlich 1960 aus dem Lloyd’s Register of Shipping gestrichen wurde.

## Technik
Eine Dreifachexpansionsdampfmaschine mit 1.000 PS Leistung arbeitete auf eine Schraube. Damit erreichte das Schiff eine Geschwindigkeit von 13 kn. Die Deutschland konnte 1.100 Passagiere aufnehmen und hatte 15 Mann Besatzung.